# Gran Premio degli Stati Uniti d'America 2019
Il Gran Premio degli Stati Uniti d'America 2019 è stata la diciannovesima prova della stagione 2019 del campionato mondiale di Formula 1. La gara, tenutasi domenica 3 novembre 2019 sul circuito delle Americhe che sorge nella Contea di Travis, vicino a Austin, in Texas, è stata vinta dal finlandese Valtteri Bottas su Mercedes, al suo settimo successo in carriera. Bottas ha preceduto all'arrivo il compagno di squadra, il britannico Lewis Hamilton e l'olandese Max Verstappen su Red Bull Racing-Honda.
Grazie a questi risultati, Lewis Hamilton si aggiudica per la sesta volta il mondiale piloti, il terzo consecutivo.

## Vigilia

### Sviluppi futuri
Viene organizzata una conferenza stampa, presso il circuito di Austin, in cui i vertici del campionato e della Federazione Internazionale dell'Automobile preannunciano le novità regolamentari, che avranno valenza dal 2021. Il weekend di gara sarà concentrato in soli tre giorni, abolendo la giornata del giovedì; il numero di gran premi da effettuare verrà alzato fino a 25 corse; verrà inoltre stabilito un budget cap, tra i team più competitivi e tra quelli che lottano per le posizioni più basse della graduatoria.

### Analisi per il campionato piloti
Lewis Hamilton comanda la classifica riservata ai piloti con 74 punti di margine sul compagno di scuderia Valtteri Bottas. Per vincere il suo sesto titolo, il terzo consecutivo, il britannico deve terminare il gran premio con un margine di almeno 52 punti.
Per laurearsi campione del mondo, quindi, nella gara di Austin, a Hamilton basta giungere davanti a Bottas, oppure arrivare nei primi otto, o anche sperare che quest'ultimo non vinca.
Il titolo per i costruttori è già stato assegnato alla Mercedes, il sesto consecutivo, al termine del Gran Premio del Giappone.

### Aspetti tecnici
La Pirelli, fornitrice unica degli pneumatici, porta per questa gara le mescole C2, C3 e C4. Nelle prime due sessioni di prove libere del venerdì i piloti possono utilizzare gli pneumatici della prossima stagione. In particolare ogni pilota avrà due set della mescola C4 della stagione successiva.
La FIA stabilisce due zone per l'attivazione del Drag Reduction System: la prima zona è posta sul rettilineo tra le curve 11 e 12, con punto per la determinazione del distacco fra piloti stabilito dopo la curva 10; la seconda zona è fissata sul rettilineo dei box, con detection point posto dopo la curva 18.

### Aspetti sportivi
In questa stagione, il gran premio è sponsorizzato da Emirates.
L'ex pilota di Formula 1, il britannico Derek Warwick, è nominato commissario aggiunto per la gara. Ha svolto già in passato tale funzione, l'ultima al Gran Premio d'Italia.
Kevin Magnussen, Carlos Sainz Jr. e Max Verstappen festeggiano il loro centesimo gran premio valido quale prova del campionato del mondo.
Nicholas Latifi ha preso il posto di George Russell alla Williams, nel corso della prima sessione di prove libere del venerdì.

## Prove

### Resoconto
La situazione del tracciato è critica, per la presenza di un asfalto non in perfette condizioni. I piloti giudicano pericolosa l'uscita dalla corsia dei box, per la presenza di un avvallamento. Ciò costringe anche i meccanici ad alzare le monoposto dal livello del suolo.
Il più veloce della prima sessione è stato Max Verstappen su Red Bull Racing, che ha preceduto di 169 millesimi Sebastian Vettel della Ferrari. Al terzo posto si è classificato l'altro pilota della Red Bull, Alexander Albon. Le due vetture anglo-austriache hanno affrontato la sessione con una mappatura del motore più aggressiva, di quanto fatto dalla Ferrari. Al quarto posto si è posizionato Pierre Gasly su Toro Rosso, seguito da Daniel Ricciardo e Romain Grosjean.
Charles Leclerc ha chiuso con il settimo tempo, penalizzato da problemi prima all'acceleratore e dopo al cambio. In realtà il monegasco aveva ottenuto il secondo tempo, tagliando però la pista, nel giro più veloce, alla curva 19. I sensori posizionati dalla FIA nella curva in questione hanno evidenziato il taglio, cancellando così il tempo. Analoga sanzione è stata prevista anche per altri diversi piloti.
Peggio del monegasco hanno fatto le due Mercedes, con Lewis Hamilton ottavo e Valtteri Bottas diciassettesimo. Le vetture tedesche hanno utilizzato la sessione per testare le gomme di mescola C4, previste dalla Pirelli per il 2020. Bottas ha percorso ben 40 giri con questo nuovo tipo di coperture, che alla Ferrari sono state testate da Vettel. L'unico pilota che non le ha provate è Lando Norris, della McLaren.
Nicholas Latifi, collaudatore della Williams, ha potuto, invece, compiere solo pochi giri, dopo che la sua vettura è finita in folle, senza possibilità poi di farla ripartire.
Nella seconda sessione di prove libere il più rapido è stato Lewis Hamilton. Il britannico, anche sfruttando la scia di un'altra vettura, ha colto, con gomme morbide, 1'33"232, dimostrando una certa competitività anche nella simulazione del ritmo di gara, quando ha usato le gomme di altre mescole. Questa competitività è stata confermata anche dalle prestazioni di Valtteri Bottas che, però, nel giro secco, ha chiuso solo col quinto tempo.
Al secondo posto si è classificato Leclerc, che ha preceduto di pochi millesimi Verstappen. Le Ferrari hanno accusato una certa difficoltà a preservare le gomme morbide, nella simulazione di gara; Sebastian Vettel è stato anche autore di un testacoda.
La sessione è stata interrotta con bandiera rossa, a causa dell'uscita di pista di Romain Grosjean, nella sequenza di curve del primo settore.
Al termine delle prove, Sergio Pérez salta il controllo del peso della sua vettura. A causa di ciò, il pilota messicano viene autorizzato a partire dalla pit lane da parte dei commissari.
Max Verstappen è il più veloce della sessione del sabato. L'olandese, con gomme morbide, ha comunque ottenuto un tempo più alto della migliore prestazione del venerdì. La pista è risultata più lenta, anche in presenza di temperature di asfalto e aria più elevate. Il pilota della Red Bull Racing è stato più veloce, di due decimi, rispetto a Sebastian Vettel. Al terzo posto si è classificato Lando Norris su McLaren, che è stato capace di precedere il duo della Mercedes.
Non ha ottenuto tempi cronometrati l'altro pilota della Ferrari, Charles Leclerc, che è stato costretto ad abbandonare subito la sessione per un problema alla power unit. Sulla sua vettura verrà rimontata un'unità già impiegata, al fine di evitare di incorrere in una penalità sulla griglia di partenza.

### Risultati
Nella prima sessione del venerdì si è avuta questa situazione:
| Pos | Nº | Pilota           | Costruttore           | Tempo    | Gap    | Giri |
| --- | -- | ---------------- | --------------------- | -------- | ------ | ---- |
| 1   | 33 | Max Verstappen   | Red Bull Racing-Honda | 1'34"057 |        | 26   |
| 2   | 5  | Sebastian Vettel | Ferrari               | 1'34"226 | +0"169 | 30   |
| 3   | 23 | Alexander Albon  | Red Bull Racing-Honda | 1'34"316 | +0"259 | 28   |

Nella seconda sessione del venerdì si è avuta questa situazione:
| Pos | Nº | Pilota          | Costruttore           | Tempo    | Gap    | Giri |
| --- | -- | --------------- | --------------------- | -------- | ------ | ---- |
| 1   | 44 | Lewis Hamilton  | Mercedes              | 1'33"232 |        | 34   |
| 2   | 16 | Charles Leclerc | Ferrari               | 1'33"533 | +0"301 | 33   |
| 3   | 33 | Max Verstappen  | Red Bull Racing-Honda | 1'33"547 | +0"315 | 28   |

Nella sessione del sabato mattina si è avuta questa situazione:
| Pos | Nº | Pilota           | Costruttore           | Tempo    | Gap    | Giri |
| --- | -- | ---------------- | --------------------- | -------- | ------ | ---- |
| 1   | 33 | Max Verstappen   | Red Bull Racing-Honda | 1'33"305 |        | 13   |
| 2   | 5  | Sebastian Vettel | Ferrari               | 1'33"523 | +0"218 | 17   |
| 3   | 4  | Lando Norris     | McLaren-Renault       | 1'33"818 | +0"513 | 14   |

## Qualifiche

### Resoconto
Nella prima fase, il primo pilota a far segnare un tempo di riferimento è Alexander Albon, che però viene battuto quasi subito da diversi piloti. Si pone in testa Lewis Hamilton (1'33"454), seguito da Max Verstappen, a meno di un decimo. Sebastian Vettel effettua due giri di riscaldamento prima di cercare il tempo, mentre Charles Leclerc, che ha perso la terza sessione di prove libere per un problema tecnico, utilizza i primi minuti per riprendere confidenza con la pista.
Essa migliora costantemente negli ultimi minuti della sessione, ciò che comporta grossi cambiamenti nella classifica. Al comando si pone Lando Norris, mentre Daniel Ricciardo sale sesto, poi battuto da Kevin Magnussen. Romain Grosjean rimonta tredicesimo, come Lance Stroll, che risale al nono posto. Anche George Russell sale, fino al sedicesimo posto.
Pierre Gasly, uscito dalla zona dei qualificati, ottiene, infine, il quarto tempo. Vengono eliminati i due piloti dell'Alfa Romeo, i due della Williams e Sergio Pérez, che comunque partirà dalla pit line.
Ferrari e Mercedes utilizzano, in Q2, le gomme di mescola media, che sarà quella da utilizzare anche al via della gara. Con una pista in via di miglioramento, ciò non garantisce che un primo tentativo sia sufficiente per qualificarsi alla fase decisiva. Hamilton ottiene 1'33"045, un decimo davanti a Bottas e Vettel. L'altro pilota ferrarista, Leclerc, si pone, successivamente, al terzo posto.
Verstappen opta per gomme medie, a differenza di Carlos Sainz Jr., quarto, ma con mescola soft. Gasly si ferma a sei decimi, mentre Norris si pone due decimi più dietro. L'olandese della Red Bull è a soli 75 millesimi da Hamilton, prima che il compagno di scuderia, Alexander Albon, su gomme morbide, ottenga la miglior prestazione, in 1'32"898.
Lance Stroll è il primo ad uscire per un nuovo tentativo, così come Magnussen: i due però non si migliorano. Fa meglio Norris, che sale al settimo posto. Anche Grosjean non si migliora, e resta fra gli eliminati. Sainz Jr. sale ottavo, ed entra nella top 10 anche Nico Hülkenberg. Le Ferrari si migliorano ancora, mentre Hamilton, che tenta un giro con gomme morbide, decide di abbandonare il tentativo, anche perché, alla penultima curva, rischia un incidente con Max Verstappen.
A bandiera esposta Ricciardo si migliora, eliminando il compagno di team; risale tra i qualificati anche Pierre Gasly. Sono eliminate le due Haas, Hülkenberg, Kvjat e Stroll.
Carlos Sainz Jr. e Pierre Gasly sono i primi ad uscire in Q3. In testa si piazza però Lewis Hamilton, con 1'32"321. Subito dopo arriva Valtteri Bottas che, con 1'32"029, ottiene anche il record di pista. Vettel termina il giro a soli 12 millesimi dal finlandese, mentre Max Verstappen, terzo, è staccato di 162 millesimi.
Leclerc spinge Hamilton al quinto posto, mentre Albon chiude col sesto crono. Daniel Ricciardo opta per un solo tentativo, e chiude con l'ottavo tempo. La pista sembra migliorare in maniera non così evidente, come avvenuto in Q1.
Col secondo tentativo Verstappen rovina il giro, con un errore nel primo settore, contrariamente a Vettel, che migliora nella prima parte. Lando Norris prende l'ottava posizione. Vettel migliora ancora, nel secondo settore, ma non nel terzo, e chiude secondo. Non si migliorano nemmeno Charles Leclerc e Lewis Hamilton, autore di un errore nel giro.
Bottas conquista la sua undicesima pole position, interrompendo così una striscia di sette partenze al palo consecutive della Ferrari. La Mercedes conferma la sua imbattibilità, in qualifica, da cinque anni, sul tracciato di Austin. Per Vettel è la centesima partenza in prima fila.

### Risultati
Nella sessione di qualifica si è avuta questa situazione:
| Pos                         | Nº | Pilota             | Costruttore               | Q1       | Q2       | Q3       | Griglia |
| --------------------------- | -- | ------------------ | ------------------------- | -------- | -------- | -------- | ------- |
| 1                           | 77 | Valtteri Bottas    | Mercedes                  | 1'33"750 | 1'33"160 | 1'32"029 | 1       |
| 2                           | 5  | Sebastian Vettel   | Ferrari                   | 1'33"766 | 1'32"782 | 1'32"041 | 2       |
| 3                           | 33 | Max Verstappen     | Red Bull Racing-Honda     | 1'33"549 | 1'33"120 | 1'32"096 | 3       |
| 4                           | 16 | Charles Leclerc    | Ferrari                   | 1'33"988 | 1'32"760 | 1'32"137 | 4       |
| 5                           | 44 | Lewis Hamilton     | Mercedes                  | 1'33"454 | 1'33"045 | 1'32"321 | 5       |
| 6                           | 23 | Alexander Albon    | Red Bull Racing-Honda     | 1'33"984 | 1'32"898 | 1'32"548 | 6       |
| 7                           | 55 | Carlos Sainz Jr.   | McLaren-Renault           | 1'33"916 | 1'33"422 | 1'32"847 | 7       |
| 8                           | 4  | Lando Norris       | McLaren-Renault           | 1'33"353 | 1'33"316 | 1'33"175 | 8       |
| 9                           | 3  | Daniel Ricciardo   | Renault                   | 1'33"835 | 1'33"608 | 1'33"488 | 9       |
| 10                          | 10 | Pierre Gasly       | Scuderia Toro Rosso-Honda | 1'33"556 | 1'33"715 | 1'33"601 | 10      |
| 11                          | 27 | Nico Hülkenberg    | Renault                   | 1'34"092 | 1'33"815 | N.D.     | 11      |
| 12                          | 20 | Kevin Magnussen    | Haas-Ferrari              | 1'33"812 | 1'33"979 | N.D.     | 12      |
| 13                          | 26 | Daniil Kvjat       | Scuderia Toro Rosso-Honda | 1'34"138 | 1'33"989 | N.D.     | 13      |
| 14                          | 18 | Lance Stroll       | Racing Point-BWT Mercedes | 1'33"921 | 1'34"100 | N.D.     | 14      |
| 15                          | 8  | Romain Grosjean    | Haas-Ferrari              | 1'34"161 | 1'34"158 | N.D.     | 15      |
| 16                          | 99 | Antonio Giovinazzi | Alfa Romeo Racing-Ferrari | 1'34"226 | N.D.     | N.D.     | 16      |
| 17                          | 7  | Kimi Räikkönen     | Alfa Romeo Racing-Ferrari | 1'34"369 | N.D.     | N.D.     | 17      |
| 18                          | 63 | George Russell     | Williams-Mercedes         | 1'35"372 | N.D.     | N.D.     | 18      |
| 19                          | 11 | Sergio Pérez       | Racing Point-BWT Mercedes | 1'35"808 | N.D.     | N.D.     | PL      |
| 20                          | 88 | Robert Kubica      | Williams-Mercedes         | 1'35"889 | N.D.     | N.D.     | 19      |
| Tempo limite 107%: 1'39"887 |    |                    |                           |          |          |          |         |

In grassetto sono indicate le migliori prestazioni in Q1, Q2 e Q3.

## Gara

### Resoconto
Alla partenza Valtteri Bottas mantiene il comando della gara, mentre Sebastian Vettel, partito secondo, è subito passato da Max Verstappen, alla prima curva. Nel corso del primo giro il pilota tedesco è superato anche da Charles Leclerc, Lewis Hamilton e Lando Norris.
Per un contatto con Carlos Sainz Jr., Alexander Albon è costretto a fermarsi ai box, per sostituire gli pneumatici. Vettel sconta problemi di guidabilità, e viene superato anche da Daniel Ricciardo. La gara del ferrarista termina al settimo giro quando, per il cedimento della sospensione posteriore destra, dopo essere passato su un cordolo, il pilota è costretto al ritiro. Al nono passaggio Ricciardo passa Norris, per il quinto posto.
Bottas comanda la gara, con circa due secondi di vantaggio su Verstappen, tre e mezzo su Hamilton e oltre dodici e mezzo su Leclerc. Al tredicesimo giro Verstappen, ormai pressato da Hamilton, si ferma per il cambio delle gomme. L'olandese passa a mescole dure. La stessa azione viene effettuata, il giro dopo, da Bottas.
Al comando passa così Lewis Hamilton, che precede ancora Leclerc, Bottas e Verstappen. Il finlandese della Mercedes passa Leclerc al quindicesimo giro, portandosi al secondo posto. Il monegasco cede, poco dopo, anche a Verstappen. Bottas cerca di ridurre il margine di distacco da Hamilton, che prosegue con le gomme della partenza. Al giro diciannove si ferma Lando Norris. Un giro dopo si ferma anche Charles Leclerc, che riparte con gomme hard. Il pit stop del ferrarista dura oltre sette secondi, che costringe il monegasco a rientrare in gara sesto, alle spalle delle due Renault. Il cambio gomme di Ricciardo e il sorpasso su Nico Hülkenberg permettono a Leclerc di tornare al quarto posto.
Al ventitreesimo giro Bottas raggiunge Hamilton, che passa ai box, per montare gomme dure. Il britannico rientra in pista alle spalle anche di Verstappen. Al giro 25 Carlos Sainz Jr. passa Hülkenberg, ed è settimo, alle spalle di Norris. Dalle retrovie risale anche Alexander Albon che, al giro 31, raggiunge e supera Sainz Jr.
Tra il trentaquattresimo e trentacinquesimo passaggio si fermano sia Verstappen che Bottas, che optano per terminare la gara con gomme medie. Torna al comando Lewis Hamilton, che cerca di arrivare alla fine della gara con una sola sosta. In due giri, tra il trentacinquesimo e il trentasettesimo passaggio, Albon supera Norris e Ricciardo, piazzandosi quinto. Il thailandese effettua la seconda fermata per il cambio gomme, al giro 41. Retrocede in nona posizione.
Charles Leclerc, che ha ampio margine sugli inseguitori, si ferma, per la seconda volta, al giro 42. Monta gomme soft, andando alla ricerca del giro veloce, che ottiene al giro 44. Albon, in pochi giri, passa Gasly, Sainz Jr. e Ricciardo, e si riporta quinto.
Negli ultimi giri Hamilton va in crisi con le gomme e viene raggiunto, e passato, da Bottas, al giro 52. Anche Max Verstappen si avvicina al britannico, ma non può passarlo in quanto, alla fine del lungo rettilineo del secondo settore, sono esposte le bandiere gialle per l'uscita di pista di Kevin Magnussen.
Bottas vince la sua settima gara in carriera, mentre Lewis Hamilton conquista il suo sesto titolo mondiale piloti, il terzo consecutivo. Per il britannico è anche il centocinquantesimo podio nella storia del mondiale.

### Risultati
I risultati del Gran Premio sono i seguenti:
| Pos | Nº | Pilota             | Costruttore               | Giri | Tempo/Ritiro   | Griglia | Punti |
| --- | -- | ------------------ | ------------------------- | ---- | -------------- | ------- | ----- |
| 1   | 77 | Valtteri Bottas    | Mercedes                  | 56   | 1h33'55"653    | 1       | 25    |
| 2   | 44 | Lewis Hamilton     | Mercedes                  | 56   | +4"148         | 5       | 18    |
| 3   | 33 | Max Verstappen     | Red Bull Racing-Honda     | 56   | +5"002         | 3       | 15    |
| 4   | 16 | Charles Leclerc    | Ferrari                   | 56   | +52"239        | 4       | 13    |
| 5   | 23 | Alexander Albon    | Red Bull Racing-Honda     | 56   | +1'18"038      | 6       | 10    |
| 6   | 3  | Daniel Ricciardo   | Renault                   | 56   | +1'30"366      | 9       | 8     |
| 7   | 4  | Lando Norris       | McLaren-Renault           | 56   | +1'30"764      | 8       | 6     |
| 8   | 55 | Carlos Sainz Jr.   | McLaren-Renault           | 55   | +1 giro        | 7       | 4     |
| 9   | 27 | Nico Hülkenberg    | Renault                   | 55   | +1 giro        | 11      | 2     |
| 10  | 11 | Sergio Pérez       | Racing Point-BWT Mercedes | 55   | +1 giro        | PL      | 1     |
| 11  | 7  | Kimi Räikkönen     | Alfa Romeo Racing-Ferrari | 55   | +1 giro        | 17      |       |
| 12  | 26 | Daniil Kvjat       | Scuderia Toro Rosso-Honda | 55   | +1 giro        | 13      |       |
| 13  | 18 | Lance Stroll       | Racing Point-BWT Mercedes | 55   | +1 giro        | 14      |       |
| 14  | 99 | Antonio Giovinazzi | Alfa Romeo Racing-Ferrari | 55   | +1 giro        | 16      |       |
| 15  | 8  | Romain Grosjean    | Haas-Ferrari              | 55   | +1 giro        | 15      |       |
| 16  | 10 | Pierre Gasly       | Scuderia Toro Rosso-Honda | 54   | Sospensione    | 10      |       |
| 17  | 63 | George Russell     | Williams-Mercedes         | 54   | +2 giri        | 18      |       |
| 18  | 20 | Kevin Magnussen    | Haas-Ferrari              | 52   | Freni          | 12      |       |
| Rit | 88 | Robert Kubica      | Williams-Mercedes         | 31   | Perdita d'olio | 19      |       |
| Rit | 5  | Sebastian Vettel   | Ferrari                   | 7    | Sospensione    | 2       |       |

Charles Leclerc riceve un punto addizionale per aver segnato il giro più veloce della gara.

## Classifiche mondiali

### Piloti
| Pos | Pilota             | Punti |
| --- | ------------------ | ----- |
| 1   | Lewis Hamilton     | 381   |
| 2   | Valtteri Bottas    | 314   |
| 3   | Charles Leclerc    | 249   |
| 4   | Max Verstappen     | 235   |
| 5   | Sebastian Vettel   | 230   |
| 6   | Alexander Albon    | 84    |
| 7   | Carlos Sainz Jr.   | 80    |
| 8   | Pierre Gasly       | 77    |
| 9   | Daniel Ricciardo   | 46    |
| 10  | Sergio Pérez       | 44    |
| 11  | Lando Norris       | 41    |
| 12  | Nico Hülkenberg    | 37    |
| 13  | Daniil Kvjat       | 34    |
| 14  | Kimi Räikkönen     | 31    |
| 15  | Lance Stroll       | 21    |
| 16  | Kevin Magnussen    | 20    |
| 17  | Romain Grosjean    | 8     |
| 18  | Antonio Giovinazzi | 4     |
| 19  | Robert Kubica      | 1     |

### Costruttori
| Pos | Costruttore               | Punti |
| --- | ------------------------- | ----- |
| 1   | Mercedes                  | 695   |
| 2   | Ferrari                   | 479   |
| 3   | Red Bull Racing-Honda     | 366   |
| 4   | McLaren-Renault           | 121   |
| 5   | Renault                   | 83    |
| 6   | Racing Point-BWT Mercedes | 65    |
| 7   | Scuderia Toro Rosso-Honda | 64    |
| 8   | Alfa Romeo Racing-Ferrari | 35    |
| 9   | Haas-Ferrari              | 28    |
| 10  | Williams-Mercedes         | 1     |